# ドナ・デリコ
ドナ・デリコ（Donna D'Errico、1968年3月30日 - ）は、アメリカ合衆国のモデル・女優。1995年9月のプレイメイト・オブ・ザ・マンスとして知られるほか、1996年から1998年にかけてテレビドラマ『ベイウォッチ』に主演。

## 経歴・人物
父はイタリア系のルーツを持つ。コネチカット州の大家族出身。母は南部出身。父がベトナム戦争従軍中の1968年3月30日、アラバマ州ドーサンに生まれる。出生名Donna Jeanette D'Errico。
父がベトナムから帰国すると一家はジョージア州コロンバスに移る。ドナと兄弟（一人）・姉妹（一人）はカトリックの環境で育つ。小学校はSt. Anne’s School、教師の大部分はシスターだった。3年生在学中、地元の映画館で映画In Search of Noah’s Arkを見たことがきっかけで「いつの日かノアの方舟の残骸を発見しに行く」という目標を持つ。幼少時は近くの森でカメ、トカゲ、カエル、ヘビなどを捕まえて遊んだ。
『プレイボーイ』誌にデビューする以前はラスベガスでリムジン会社を経営していた。1995年9月のプレイメイト・オブ・ザ・マンスに選ばれ、Richard Fegleyが撮影した写真がセンターフォールドに掲載された。なお、プレイメイトになったことは「今だったらしない過ち。すでに終わった人生の一章」だと後に語る。
1996年から1998年にかけてテレビドラマ『ベイウォッチ』のヒロインDonna Marco役で2シーズンにわたって出演。体重の増加を理由に解雇されかかったこともある。この時期のキャリアとしてはショー番組Battlebotsの司会、オリジナルビデオ『キャンディマン3』への出演が挙げられる。その後は『マイ・プライベート・ロンドン』、『ラスベガス、闇の子供たち』 『トラブル・イン・カンヌ』などのインディペンデント映画に出演。カリフォルニア州カラバサスでZen Spaという日帰りスパを所有していたこともある。54歳になった2023年の時点でもビキニでポーズをとる写真をネットで発表することがある。
好きな音楽はカントリー・ミュージックとクラシック。iPodに入っているのはこれだけ。動物の権利を支持し、ヴィーガンである。

### アララト山
2010年12月、重度のMRSA感染症で入院、本人によると「死ぬかと思った」。これ以上は長年の夢であるアララト山行きを延期できないと思い実行を決意。2011年にはアララト山行きを実現するためトレーニング中であると公表した。2012年中盤、アララト山に登り、転落により負傷するも8月に帰国。
ノアの方舟探索と並行して、ドナルド・マッケンジーという人物の行方についても調査した。彼は2010年9月、ノアの方舟探索中に行方不明になった。ドナは彼の装備の一部を発見した（本人による）。

## 私生活
ミュージシャンのニッキー・シックスと1996年から2007年まで夫婦であった。2000年、娘が生まれた直後一時的に別居していたこともあるが、その数ヵ月後にシックスが薬物依存のリハビリを終えたことで和解した。その後「和解しがたい不和」を理由に2006年4月27日、ドナの側から離婚を申請した。

## フィルモグラフィ
| 年        | タイトル                                                            | 役                                  | 備考                    |
| --------- | ------------------------------------------------------------------- | ----------------------------------- | ----------------------- |
| 2022      | Frank and Penelope                                                  | Mabel                               |                         |
| 2021      | サバイバル・シティ Survive the Game                                 | Carly                               |                         |
| 2021      | Escape From Area 51                                                 | Sheera                              | 主演                    |
| 2019      | ブルックリン・ナイン-ナイン Brooklyn Nine-Nine                      | Marissa Costa                       | ゲスト出演              |
| 2018      | 116 MacDougal                                                       | Victoria                            |                         |
| 2018      | Nanny Surveillance                                                  | Sarah                               |                         |
| 2016      | Roadies                                                             | Roberta aka Red Velvet              | TVシリーズ, Episode 4   |
| 2015      | Only God Can                                                        | Coley                               | [ 4 ]                   |
| 2010      | トラブル・イン・カンヌ The Making of Plus One                       | Lawyer                              |                         |
| 2008      | ラスベガス、闇の子供たち Inconceivable                              | Elsa Roxanne Gold                   | [ 4 ]                   |
| 2007      | マイ・プライベート・ロンドン Intervention                           | Pamela                              |                         |
| 2006      | Celebrity Paranormal Project                                        |                                     | 1話のみ出演             |
| 2004      | Reno 911!                                                           | New Johnson - Deputy Barbara Cooper | 1話のみ出演             |
| 2004      | Comic Book: The Movie                                               | Liberty Lass/Papaya Smith           |                         |
| 2002      | Kiss the Bride                                                      | Officer Daisy                       |                         |
| 2002      | オースティン・パワーズ ゴールドメンバー Austin Powers in Goldmember | Female Vendor                       | Donna D'Errico-Sixx名義 |
| 2000      | BattleBots                                                          | 司会                                | TVシリーズ              |
| 1999      | キャンディマン3 Candyman: Day of the Dead                           | Caroline McKeever                   | オリジナルビデオ        |
| 1998      | Holding the Baby                                                    | Heather                             | 1話のみ出演             |
| 1998      | Men in White                                                        | Press Secretary                     | TV                      |
| 1998      | Nick Freno: Licensed Teacher                                        | Samantha                            | 4話出演                 |
| 1998      | Baywatch: White Thunder at Glacier Bay                              | Donna Marco                         | オリジナルビデオ        |
| 1996–1998 | ベイウォッチ Baywatch                                               | Donna Marco                         | 18 episodes             |
| 1997      | サブリナ Sabrina, the Teenage Witch                                 | Nurse Nancy/Carol                   | 2話出演                 |
| 1996–1997 | Baywatch Nights                                                     | Donna Marco                         | 34 episodes             |
| 1996      | ハイタイド探偵事務所 High Tide                                      | Blonde Waitress                     | 1話のみ出演             |
| 1995      | Married... with Children                                            | Helga                               | 1話のみ出演             |
| 1995      | Unhappily Ever After                                                | Fantasy Girl #1                     | 1話のみ出演             |